# 无户口人员
无户口人员俗称黑户，是指根据中华人民共和国户籍制度应当在公安机关设立户口但由于各种原因未能完成户口登记或户口被注销的中华人民共和国公民。无户口人员的教育、就业、结婚等基本权利都会受到影响。根据第六次全国人口普查发现，有一千三百万人为黑户，占中国人口的1%，如一直无法获得“合法身份”，他们的后代同样会沦为黑户。

## 成因及解决方法
根据2016年1月4日发布的《国务院办公厅关于解决无户口人员登记户口问题的意见》，无户口人员的产生通常基于以下原因，同时《意见》也给出了一些解决方法。
| - 成因：不符合计划生育政策，该类人员主要因為其父母非婚生育、超生等行为违反了中国的计划生育政策或是手续不全。计划生育政策与户籍制度的捆绑，被认为是造成黑户问题的最大根源，虽然户籍登记机关的这种行为并不合法。 - 解决方法：以往父母须交纳社会抚养费并完成相关程序后，方可为子女进行户籍登记取得戶籍。但是根据《意见》，各地不得以未缴纳社会抚养费为由拒绝为此类人员完成户口登记。 |
| - 成因：未办理《出生医学证明》，由于《出生医学证明》是办理户口登记的必备材料，如果无法出示则无法完成登记。 - 解决方法：在助产机构补办出生证明或者在完成亲子鉴定后向县级卫生计生行政部门办理出生证明后，方可进行户口登记。 |
| - 成因：未办理收养手续的事实收养。 - 解决方法：当事人在向民政部门完成收养手续后，凭申《收养登记证》和收养人的居民户口簿办理户口登记。除了事实收养外，也有遭遇拐賣等原因導致无法获得户籍登记的复杂情况。。 |
| - 成因：被宣告失踪或者宣告死亡后户口被注销。 - 解决方法：被人民法院依法宣告失踪或者宣告死亡后重新出现的人员，本人或者其监护人可以凭人民法院撤销宣告失踪（死亡）的生效判决书，申请恢复常住户口登记。 |
| - 成因：农村地区因婚嫁被注销原籍户口。 - 解决方法：农村地区因婚嫁被注销原籍户口的人员，经公安机关调查核实未在其他地方落户的，可以在原户口注销地申请恢复常住户口登记。恢复常住户口登记后，符合现居住地落户条件的，可以办理户口迁移登记。 |
| - 成因：户口迁移证件遗失或者超过有效期限。 - 解决方法：当事人可以向签发地公安机关申请补领、换领户口迁移证件，凭补领、换领的户口迁移证件办理户口迁移登记。不符合迁入地现行户口迁移政策的大中专院校毕业生，可以在原籍户口所在地申请恢复常住户口登记，其他人员可以在户口迁出地申请恢复常住户口登记。                                                                                 |
| - 成因：中国公民与外国人、无国籍人非婚生育。 - 解决方法：本人或者其具有我国国籍的监护人可以凭《出生医学证明》、父母的非婚生育说明、我国公民一方的居民户口簿，申请办理常住户口登记。未办理《出生医学证明》的，需提供具有资质的鉴定机构出具的亲子鉴定证明。 |
| - 其他无户口人员。例如部分地方政府违规出售户口导致买家失去户口，或者为了“维稳”注销上访者户籍。 - 解决方法：本人或者承担监护职责的单位和个人可以提出申请，经公安机关会同有关部门调查核实后，可办理常住户口登记。 |

此外，開展人口普查也可以一次解决境內大部分黑户，但這并不被认为是一个有效、彻底的方法。亦有人通过实施犯罪以期解决黑户问题的极端案例，但是为罪犯或犯罪嫌疑人解决黑户问题通常要依靠执法人员个人的努力，否则公安机关即使掌握个人身份信息，也不会为其解决黑户问题。